# پادشاهی کنگو
پادشاهی کنگو (کنگوئی: Kongo dya Ntotila یا Wene wa Kongo; پرتغالی: Reino do Congo) پادشاهی‌ای واقع در آفریقای مرکزی در شمال آنگولای امروزی، بخش غربی جمهوری دموکراتیک کنگو، جمهوری کنگو و همچنین جنوبی‌ترین بخش گابن بود. در بیشترین حد خود از اقیانوس اطلس در غرب به رودخانه کوانگو در شرق و از رودخانه کنگو در شمال به رودخانه کوانزا در جنوب می‌رسید. پادشاهی شامل چندین استان تحت حکومت مستقیم منیکونگو (به‌معنای ارباب یا حکمران پادشاهی کنگو) بود. البته حوزه نفوذ آن به پادشاهی‌های همسایه از جمله نگویو، کاگونگو، لوآنگو، اندونگا نیز گسترش یافته بود.
از سال ۱۳۹۰ تا ۱۸۵۷ میلادی به صورت ایالتی مستقل وجود داشت. و از ۱۸۵۷ تا ۱۹۱۴ نیز به عنوان دولت خراجگزار پادشاهی پرتغال عمل می‌کرد. در سال ۱۹۱۴ پرتغال پس از سرکوب یک شورش در کنگو عنوان‌داری آن حکومت را رها کرد. عنوان شاه کنگو بین سال‌های ۱۹۱۵ تا ۱۹۷۵ بازگردانی شد اما فقط در قالب مقام افتخاری و بدون قدرت واقعی. قلمروهای باقی مانده از پادشاهی به ترتیب با ادغام با آنگولا و تحت الحمایه کابیندا مستعمره شدند. فرقه امروزی بوندوی کنگو از احیای پادشاهی از طریق جدایی از آنگولا، جمهوری کنگو، جمهوری دموکراتیک کنگو و گابن حمایت می‌کند.